# Typ UL-ESC
| Typ UL-ESC, Serie Dmitriy Donskoy | Typ UL-ESC, Serie Dmitriy Donskoy                 |
| --------------------------------- | ------------------------------------------------- |
| Keine Abbildung vorhanden         |                                                   |
| Technische Daten (Überblick)      |                                                   |
| Werft:                            | VEB Warnowwerft, Warnemünde                       |
| Vermessung:                       | 13.481 BRT / 6840 NRT                             |
| Tragfähigkeit:                    | 19.885 t                                          |
| Länge über Alles:                 | 162,10 m                                          |
| Länge zwischen den Loten:         | 154,88 m                                          |
| Breite:                           | 22,86 m                                           |
| Seitenhöhe:                       | 13,50 m                                           |
| Tiefgang:                         | 9,88 m                                            |
| Antrieb:                          | 1 × K8Z 70/120E Dieselmotor auf 1 × Festpropeller |
| Gesamtleistung:                   | 8240 kW                                           |
| Geschwindigkeit:                  | 15,2 Knoten                                       |
| Besatzung:                        | 35                                                |

Die Frachtschiffe des Typs UL-ESC, Serie Dmitriy Donskoy der Warnow-Werft sind eisgängige kombinierte Massen- und Stückgutfrachter mit der Möglichkeit zum Containertransport.

## Geschichte
Hergestellt wurde die Serie 1977 bis 1981 in dreizehn Einheiten. Eingesetzt werden die Schiffe während der sogenannten Navigationsperiode zum Transport von Erzkonzentrat. Außerhalb dieser Zeit sind die Schiffe für die Trampschifffahrt mit Massen- und Stückgütern, sowie Containern vorgesehen.  Die komplette Serie wurde für die UdSSR gebaut.
- Erstes Schiff und Namensgeber der Serie war die am 24. Oktober 1977 an die Sowjetunion übergebene Dmitriy Donskoy mit der Baunummer 101.[1] Sie wurde bis 2008 betrieben und war am 7. Dezember 2008 in Jiangyin zum Abbruch eingetroffen. Durch den Einbau einer 18 Meter langen Rumpfsektion wurde aus dieser jedoch das „neue“ Schiff Severnaya Zemlya (IMO-Nr. 9551922).[2][3]
- Die Stepan Razin ging am 23. Oktober 2004 auf der Position 69° 21′ N, 33° 28′ O verloren.[4]
- Letztes Schiff der Serie war die im Mai 1981 fertiggestellte Ivan Susanin mit der Baunummer 113. Sie wurde 2005/06 aus dem Register gelöscht.[5]

Die Schiffbaureihe erweist sich heute als äußerst langlebig. So sind bislang noch sieben Schiffe in Fahrt verblieben, die um 2004 noch einmal verlängert wurden.

## Technik
Angetrieben wurden die Schiffe von einem in MAN-Lizenz gefertigten 8240-kW-Zweitakt-Dieselmotor des Typs K8Z 70/120E des VEB Dieselmotorenwerk Rostock, der direkt auf einen Festpropeller wirkt.
Die eisverstärkten Rümpfe mit Eisbrechersteven sind aus höherfestem Stahl gebaut und in Sektionsbauweise zusammengefügt. Das Deckshaus ist klimatisiert. Die Schiffe sind für einen Betrieb für Temperaturen bis zu - 40 °C ausgelegt.
Die sechs Laderäume mit einem Rauminhalt von 22.257 m³ (mit Getreidetanks 26.228 m³) werden mit hydraulischen Faltlukendeckeln seefest verschlossen. Es können bei Bedarf 442 TEU-Container transportiert werden.